# وانگ نان (جودوکار)
وانگ نان (انگلیسی: Wang Nan؛ زادهٔ ۱۵ دسامبر ۱۹۷۰) جودوکار اهل چین بود. وی در بازی‌های المپیک تابستانی ۱۹۹۲ شرکت کرده‌است.